# Szászsáros
Szászsáros (románul: Șaroș pe Târnave, korábban Șaroșul Săsesc, németül: Scharosch an der Kokel) falu Romániában, Erdélyben, Szeben megyében.

## Fekvése
Erzsébetvárostól három kilométerre délnyugatra, a Nagy-Küküllő bal partján, a 14-es főút és a vasút mellett fekszik.

## Története
Valószínűleg a tatárjárás után, a 13. század közepén települt szász lakossággal. Nevét 1282-ben Sarus, 1289-ben Saros, 1337-ben Saruz, 1432-ben Saars, 1760–62-ben Szász-Sáros, 1826-ban Sárosu alakban írták.
1438-ban egy török betörés elpusztította. A 16. században katolikus, majd evangélikus iskolája működött. 1605-ben Bocskai István csapatai dúlták fel, és az erődtemplomot is elfoglalták. Román lakossága 1842 előtt egységesen görögkatolikus volt, akkor egy részük visszatért az ortodoxiához. 1848 októberében a román parasztfelkelők határában megvertek egy székely csapatot. Mocsaras határát csak a 20. század második felében csapolták le.
Nagyselykszékhez, később Medgyesszékhez, 1876-tól Nagyküküllő vármegyéhez tartozott. A szászok kivándorlása után cigányok, románok és a két Küküllő közti falvakból magyarok költöztek be.

## Népessége
- 1850-ben 1432 lakosából 902 volt német, 414 román és 113 cigány nemzetiségű; 903 evangélikus, 379 ortodox és 142 görögkatolikus vallású.
- 2002-ben 1692 lakosából 1334 volt román, 264 cigány, 81 magyar és 13 német nemzetiségű; 1538 ortodox, 48 református, 29 pünkösdista, 13 unitárius, 10 római és 9 görögkatolikus vallású.

## Látnivalók
- Evangélikus erődtemploma. A déli falba beépítve fennmaradt a falu első templomának, egy román stílusú kápolnának félköríves apszisa. A mai templom elődjét a 14. század első felében építették gótikus stílusban, háromhajós, torony nélküli templomként. Ebből a periódusból a szentély maradt fenn. Az 1438-as török pusztítás után az oldalhajókat a keleti oldal kivételével lebontották, ezzel kereszthajót alakítva ki. 1810-ben barokkizálták és hajóját megmagasították. A várfalat eredetileg három bástyával és két toronnyal a 15. században építették. A templomnak a 2000-es évek elején magyar harangozója volt.

## Híres emberek
- Itt született 1925-ben Kiss Sándor szobrászművész.